# レジオン・オブ・メリット

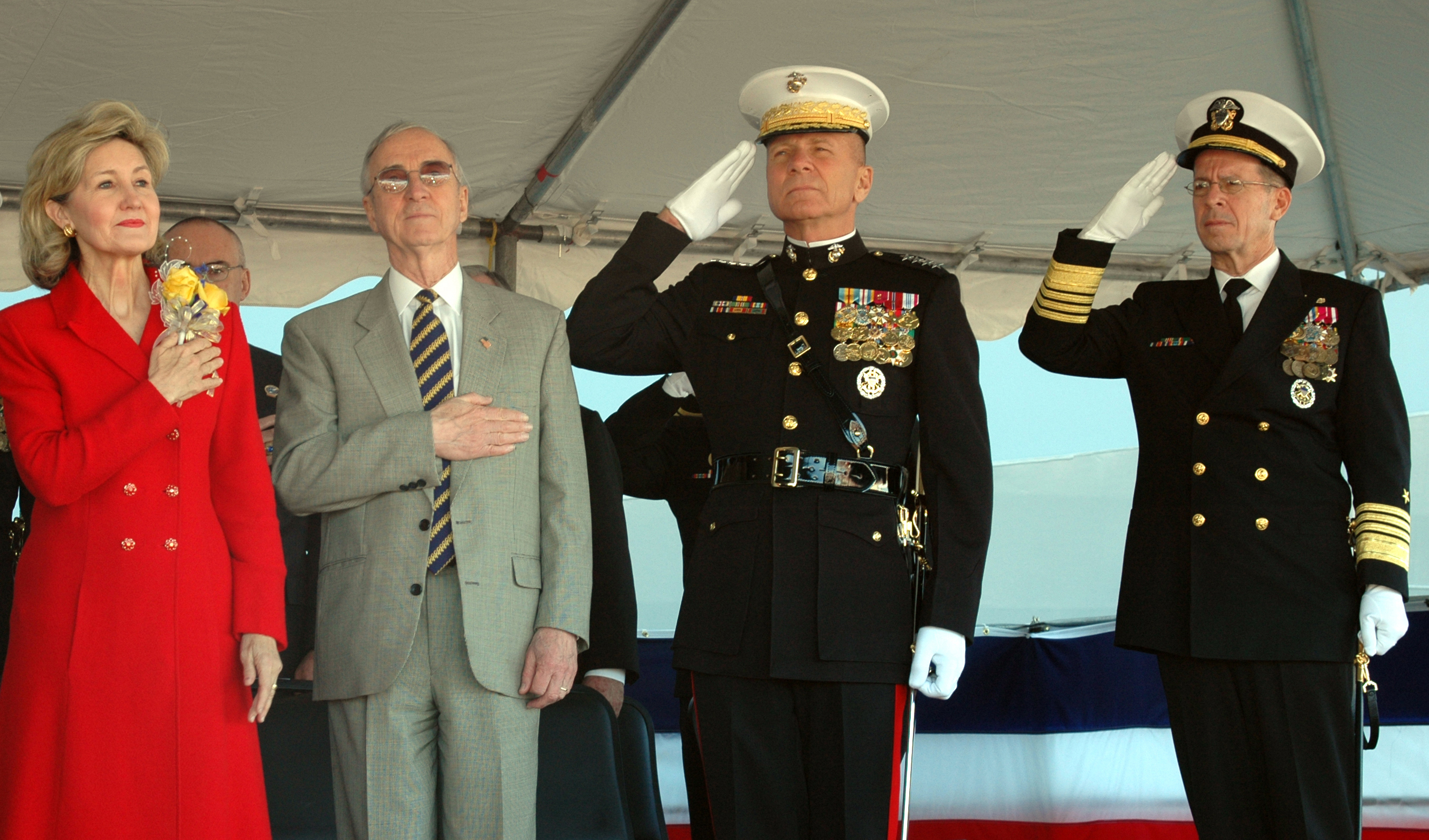
レジヨン・オブ・メリットを着けた海兵隊大将（中央、マイケル・ヘギー海兵隊総司令官）と海軍大将（右、マイケル・マレン海軍作戦部長）

レジオン・オブ・メリット （Legion of Merit）はアメリカ合衆国五軍の将兵に授与される勲章。日本語では、勲功章、功績軍団章、殊勲章、レジヨン・オブ・メリット勲章、レジオン・オブ・メリット章などの様々な表記がある。

## 概要

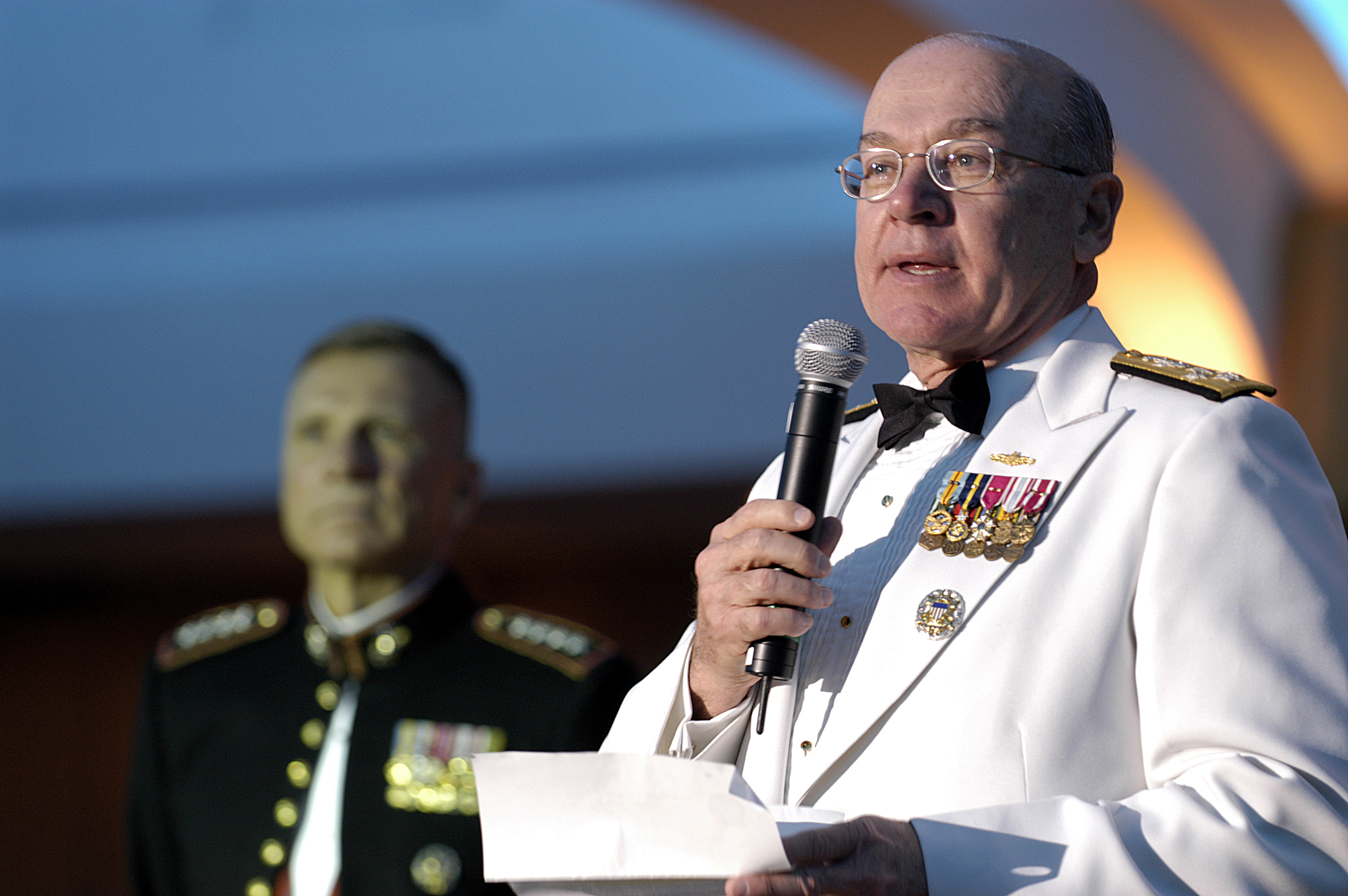
ミニチュアメダルを着けた海軍大将（ヴァーン・クラーク海軍作戦部長）。中央にレジオン・オブ・メリットが見える。リボン（綬）に2つの金星（アワード・スター）が付いていることが確認でき、このことからクラーク大将は3度レジオン・オブ・メリットを授与されていることが解る。

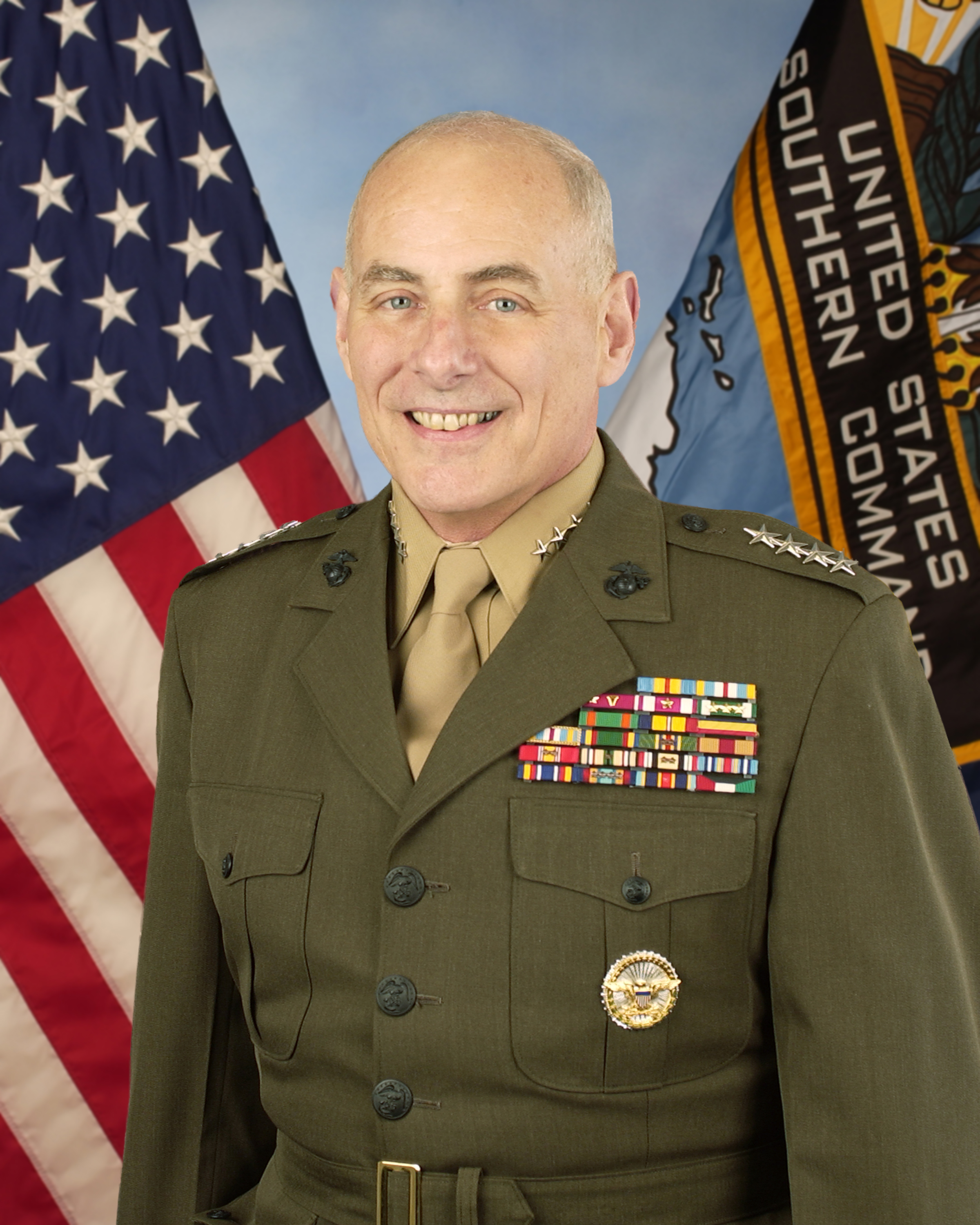
略綬を着けた海兵隊大将（ジョン・フランシス・ケリー前南方軍司令官）。2段目左にレジオン・オブ・メリットの略綬が見える。中央に付けられているのがヴァロー・デバイスである。ケリー大将は1個の金星（アワード・スター）とヴァロー・デバイスが付いていることから、レジオン・オブ・メリットを2度授与しており、なおかつその中には戦闘時の功績に対して授与された機会があったと解る。

戦功章の一つで、敵との戦闘において功績を挙げた軍人に対して授与される。レジオヌール、オフィサー、コマンダー、チーフコマンダーの4つの等級に分かれており、うち上位の3等級は外国高官にのみ授与される。第二次世界大戦中の1942年7月20日に第77回議会(公法671)によって制定され、10月29日にフランクリン・ルーズベルト大統領の大統領令9260号によって確立された。
ディフェンス・スーピアリアサービスメダルの下位、殊勲飛行十字章の上位に位置し、その順に佩用する。陸・空軍ではメスジャケット着用時、海軍ではブラックタイ相当の服装時 にはミニチュアメダルを着用する。
平時においても授与され、困難な任務に格別の功績をあげた軍人に対して授与される。複数回授与することも可能で、2回目の授与からは陸軍・空軍では柏葉を模したクラスター（oak leaf cluster）が、海軍・海兵隊・沿岸警備隊では星型のアワード・スター（award star）が付属する。また、特に戦闘時の功績に対して授与される場合には、ヴァロー・デバイス（コンバット・ヴイ）と呼ばれるV字型の飾りが付けられる。

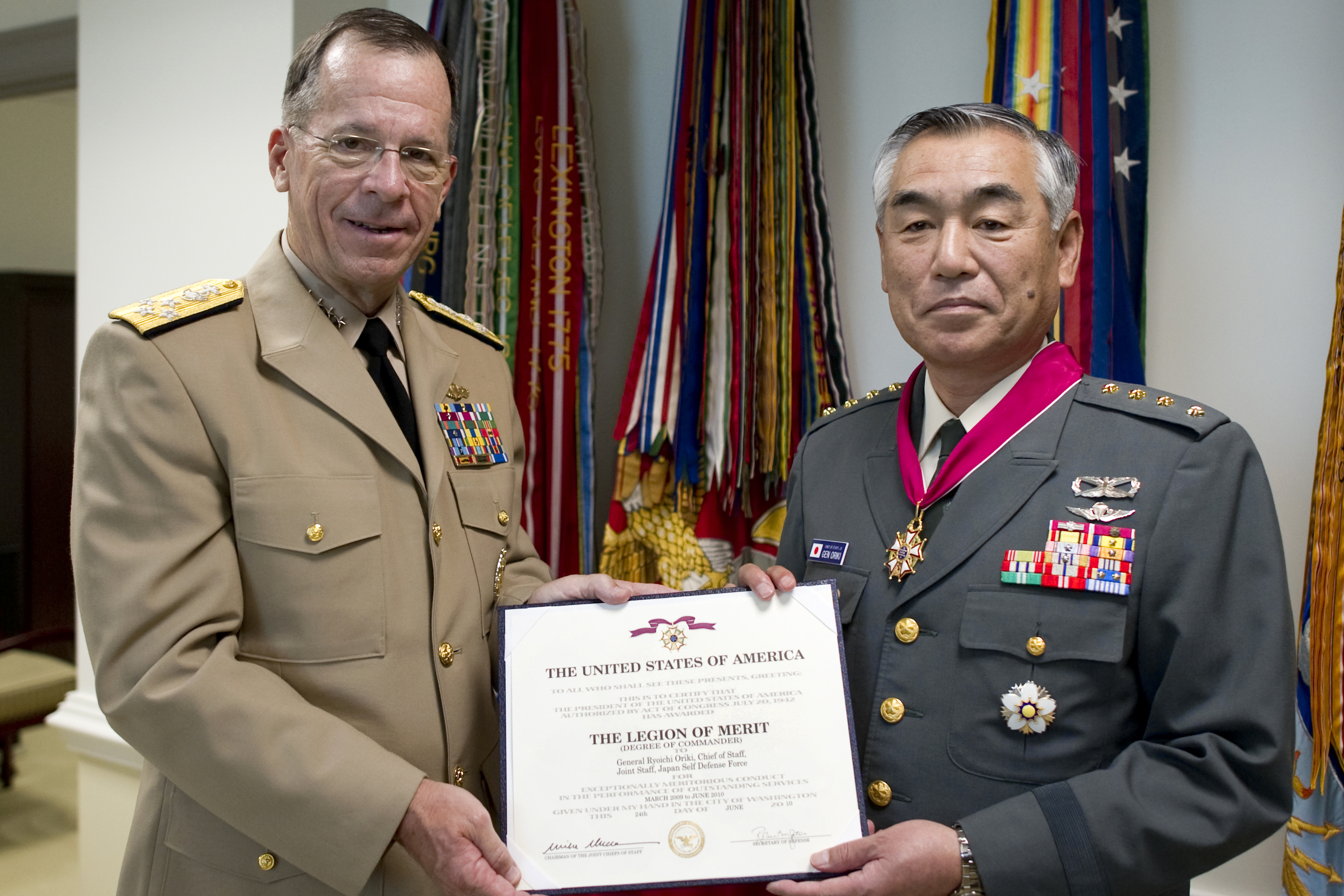
コマンダーを授与される折木良一陸上幕僚長
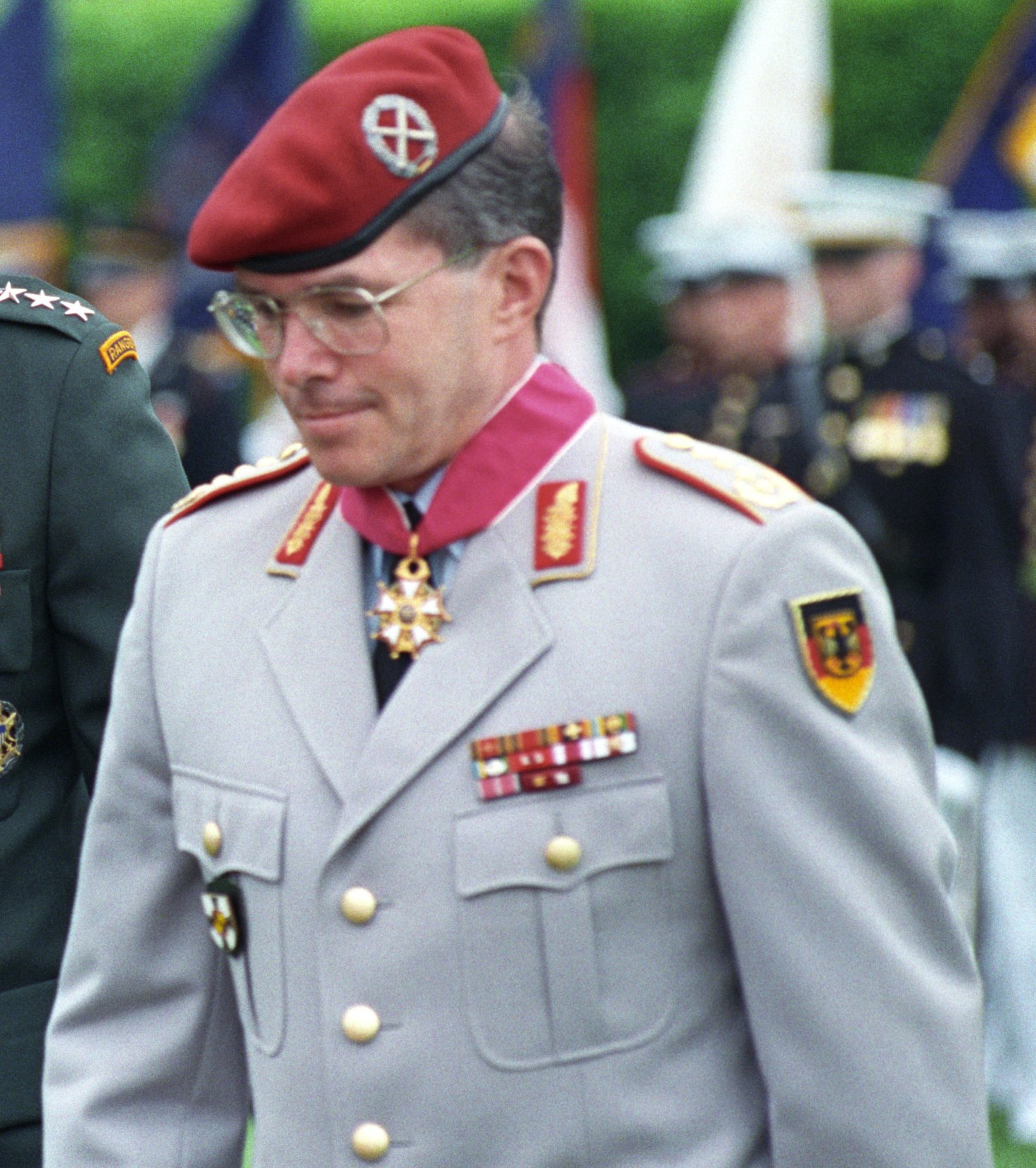
コマンダーを授与されたクラウス・ナウマン

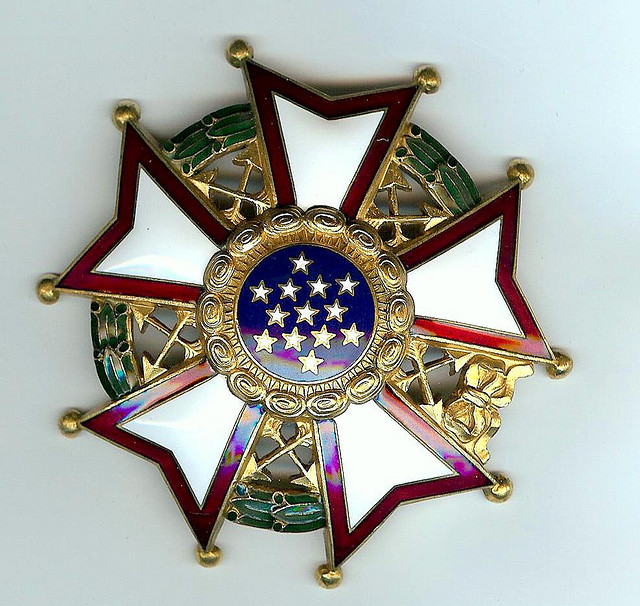
チーフコマンダー
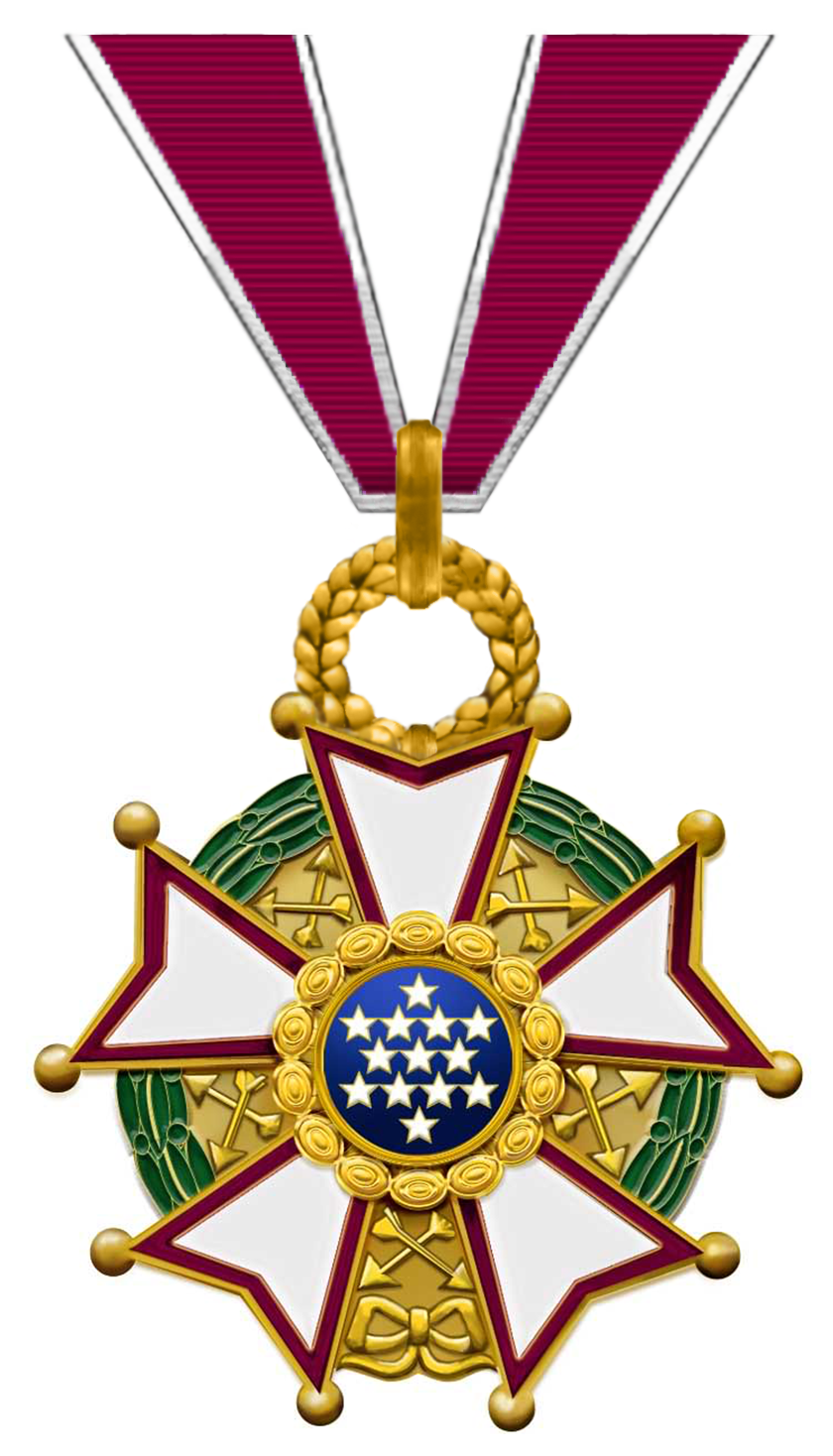
コマンダー
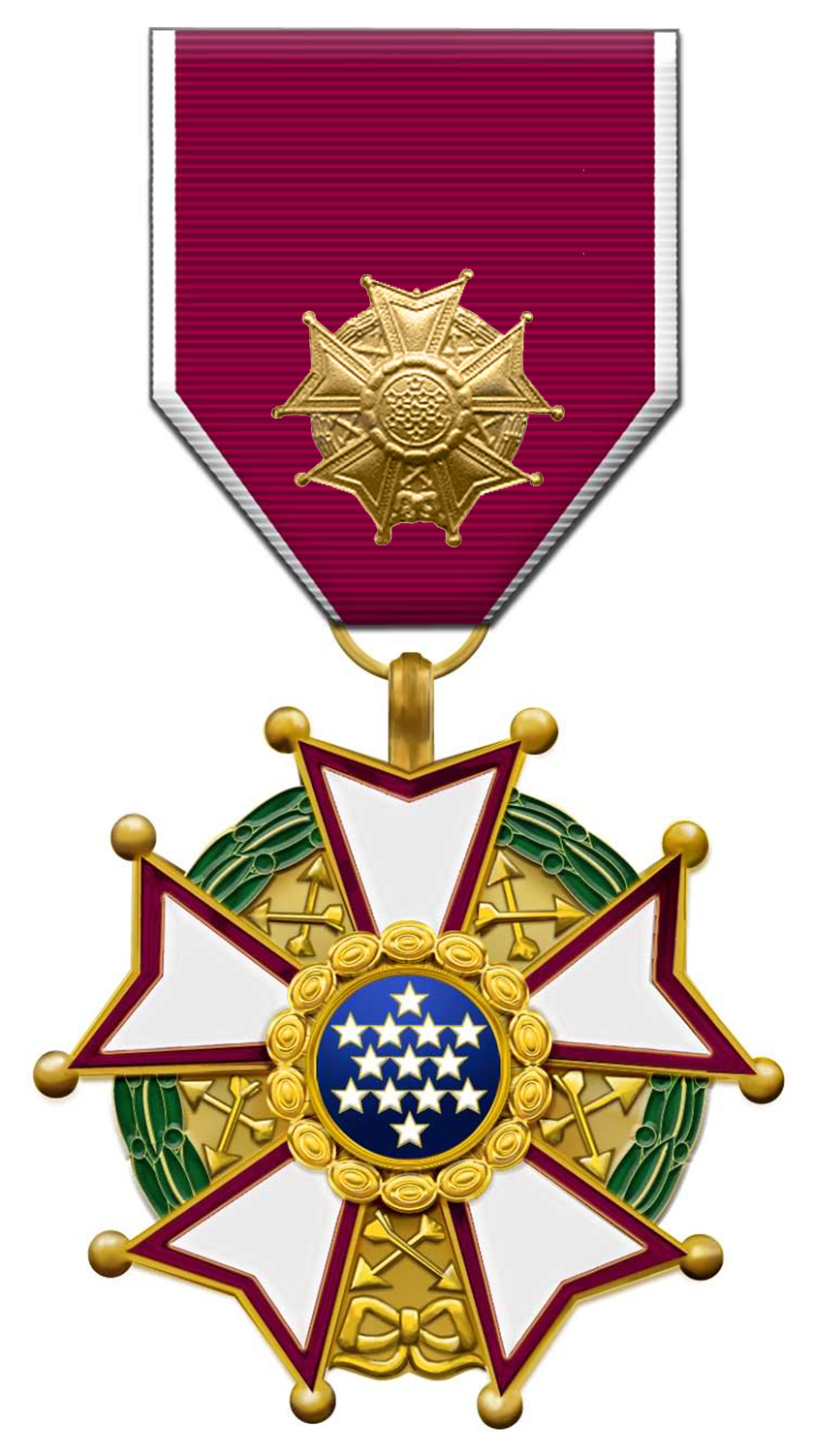
オフィサー
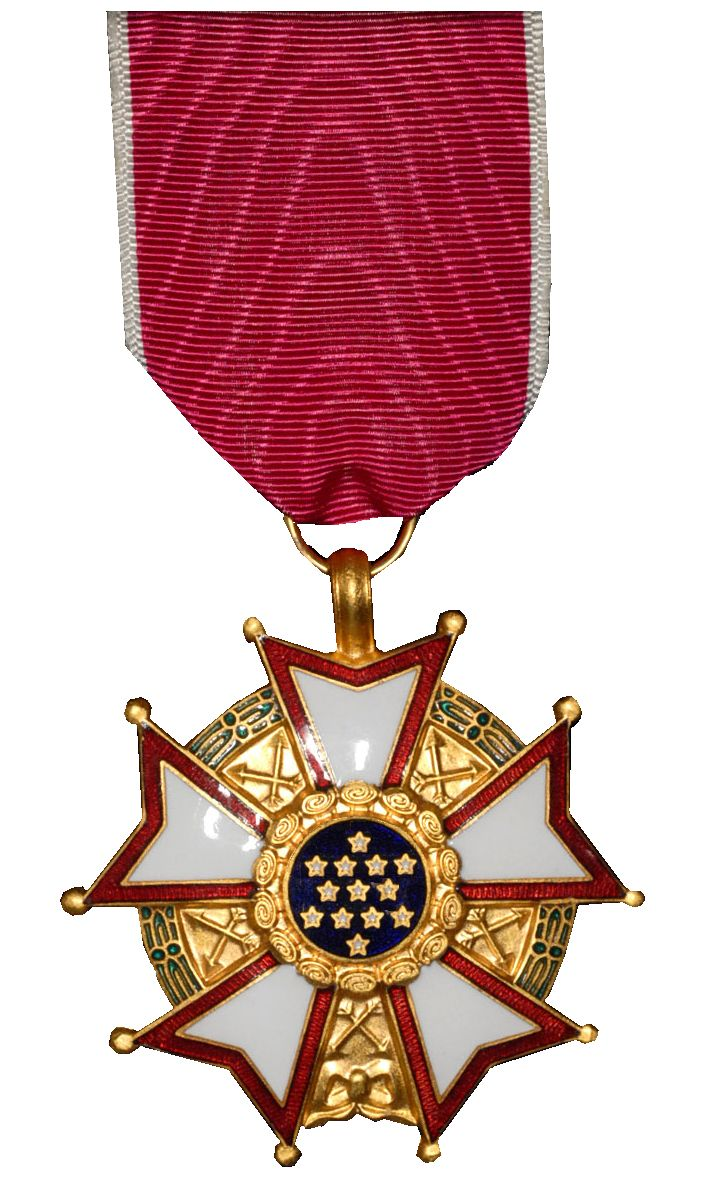
レジオヌール

## 参考資料
- American Forces Information (1992).Armed Forces DECORATION AND AWARDS. Department of Defense.
- 小川賢治『勲章の社会学』晃洋書房、2009年3月。ISBN 978-4-7710-2039-9。
- 上田信『Combat Bible（コンバット・バイブル）2』日本出版社、1993年8月。ISBN 978-4-89048-329-7。
- 上田信『U.S.マリーンズ ザ･レザーネック』大日本絵画、1996年9月。ISBN 978-4-499-22665-3。
- 矢野庄介訳『ワイド版／第二次世界大戦全史　別冊1 - 勲章記章軍装』ツル・インターナショナル社、1968年。
- 岩倉規夫、藤樫準二『日本の勲章-日本の表彰制度-』第一法規出版、1965年1月。